# Mount Matin
Mount Matin är ett berg i Antarktis. Det ligger i Västantarktis. Argentina, Chile och Storbritannien gör anspråk på området. Toppen på Mount Matin är 2 378 meter över havet.
Terrängen runt Mount Matin är huvudsakligen kuperad, men söderut är den platt. Mount Matin är den högsta punkten i trakten. Trakten är obefolkad. Det finns inga samhällen i närheten. 